# Heřman I. Lotrinský
Heřman I. Lotrinský, přezdívaný Štíhlý, byl rýnský falckrabě. Krom toho měl titul hraběte z Bonngau, Eifelgau, Mieblgau, Zülpichgau, Keldachgau, Alzey a Auelgau, všechna tato historická hrabství ležela v blízkosti Rýna.

## Život
Byl synem Erenfrieda II. a jeho manželky Richwary Zülpichgauské. Poprvé se oženil s Hedvikou von Dillingen, podruhé s Dietbirg Švabinskou. Měl čtyři syny a jednu dceru:
- Ezzo Lotrinský (955 – 1034)[7]
- Hezzelín I. Lotrinský[7]
- Heřman II. Lotrinský
- Adolf I. Lotrinský
- Richenza Lotrinská

Heřman I. Lotrinský zemřel v roce 996.